# Yabrayil
Yabrayil (en azerí: Cəbrayıl), conocida como Jrakan (en armenio: Ջրական) mientras estuvo bajo control armenio, es una localidad considerada ciudad fantasma de Azerbaiyán, capital del raión homónimo. La ciudad fue recuperada por Azerbaiyán el 4 de octubre de 2020 y consolidada tras el acuerdo de alto el fuego con que supuso el fin de la segunda guerra del Alto Karabaj. 
Según el orden "Sobre el establecimiento de días de las ciudades en los territorios de la República de Azerbaiyán liberados de la ocupación" firmado en julio de 2023 por el presidente de Azerbaiyán Ilham Aliyev cada año el 4 de octubre se celebrará solemnemente como día de la ciudad de Yabrayil.

## Toponimia
Según el Diccionario Enciclopédico de Nombres de Lugares de Azerbaiyán, la ciudad lleva el nombre de uno de los influyentes representantes de la tribu afxar Jabrayil, que vivió en el siglo XVI y fue enterrado, según la leyenda, en el área de la ciudad conocido "el santuario del padre Yabrayil". El mismo nombre Yabrail (derivado del nombre bíblico Gabriel) es el nombre coránico de uno de los cuatro ángeles cercanos a Alá.

## Geografía
Se encuentra a una altitud de 595 m sobre el nivel del mar. Se encuentra a 14 km de la estación de tren de Mahmudli en la línea Bakú-Ereván, que ha estado inactiva desde principios de la década de 1990, 15 km al norte de la frontera con Irán. 

## Historia
En la época zarista, Jabrayil era un pueblo en el uyezd de Dzhebrail (creado en 1868) dentro de la gobernación de Elizavétpol del Imperio ruso. Según el libro de referencia anual Calendario del Cáucaso, la población de Jabrayil en 1855 estaba formada por tártaros chiitas (más tarde conocidos como azerbaiyanos). Según el censo ruso de 1897, la población de uyezd era 66.360, de los cuales 49.189 (74%) eran turco-tártaros (más tarde conocidos como azerbaiyanos), 15.746 (24%) eran armenios, 893 (1,3%) eran rusos, 398 (0,6%) eran kurdos y otras minorías. El propio pueblo de Jabrayil, con una población de 520, tenía una mayoría armenia: 228 armenios; 186 turco-tártaros; 76 rusos.
Según el censo soviético de 1926, la población del distrito de Yabrayil era de 10.653 habitantes. De los que estaban en el distrito, el 97,2% eran turcos (es decir, azerbaiyanos), 105 (1%) eran rusos, 57 (0,5%) eran armenios y 24 (0,2%) eran persas. Como centro administrativo del distrito del mismo nombre, Yabrayil se desarrolló considerablemente durante la era soviética y, a principios de la década de 1950, había dos escuelas de siete años, una escuela secundaria, un centro cultural, cines de verano e invierno, dos bibliotecas y un club. Los principales productos económicos del pueblo eran la mantequilla, los quesos y las alfombras.

### Primera guerra del Alto Karabaj y ocupación armenia
El 23 de agosto de 1993, durante la primera guerra del Alto Karabaj, la ciudad fue ocupada por las fuerzas de Armenia y la de facto República de Artsaj, lo que provocó el desplazamiento de su población. Como la mayoría de las otras ciudades en los siete distritos de Azerbaiyán capturados por las fuerzas armenias, Yabrayil fue saqueada y destruida y siguió siendo una ciudad fantasma después de su captura. Dentro de Artsaj, pasó a llamarse Jrakan (en armenio: Ջրական) y también llamado Mejakavan (en armenio: Մեխակավան) y se administró como parte de la provincia de Hadrut.
En 2017, se inauguró la iglesia armenia Zoravor Surb Astvatsatsin en la base militar armenia en Yabrayil, cuya construcción provocó la condena del Ministerio de Relaciones Exteriores de Azerbaiyán.

### Segunda guerra del Alto Karabaj y reconstrucción

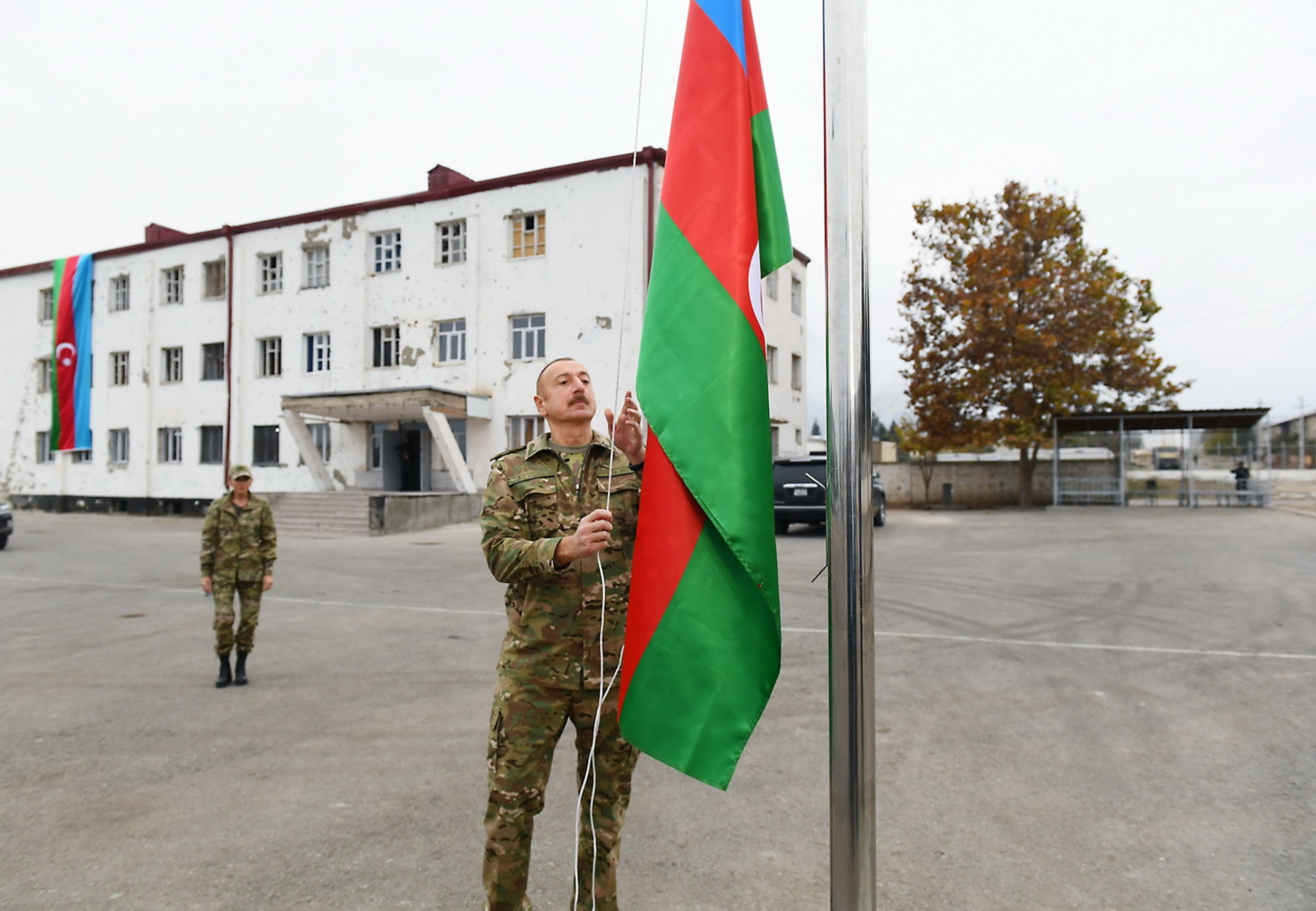
Ilham Aliyev izando la bandera en Yabrayil (16 de noviembre de 2020)

Después de 27 años, el 9 de octubre de 2020, Azerbaiyán recuperó el control de la ciudad durante la segunda guerra del Alto Karabaj. En el contexto de la guerra, el 4 de octubre de 2020, el presidente de Azerbaiyán, Ilham Aliyev, anunció que las Fuerzas Armadas de Azerbaiyán habían tomado el control de la ciudad después de una batalla de un día; sin embargo, Shushan Stepanyan, el Secretario de Prensa del Ministro de Defensa de Armenia lo negó. El 5 de octubre, el presidente de Artsaj, Arayik Harutyunián, afirmó que había visitado la ciudad. Sin embargo, el 9 de octubre de 2020, imágenes publicadas por el Ministerio de Defensa de Azerbaiyán mostraban a soldados azerbaiyanos izando la bandera de Azerbaiyán en el centro de la ciudad en ruinas. Reporteros de Euronews visitaron la ciudad el 17 de octubre y confirmaron que había quedado bajo control azerí.
En noviembre de 2020, los medios azerbaiyanos visitaron la ciudad recientemente recuperada e informaron que, a excepción de una base militar recién construida, ningún edificio quedó intacto desde la captura de la ciudad en 1993. Varios embajadores que visitaron la ciudad en ruinas en febrero de 2021 expresaron su conmoción por la estado de la ciudad y agregó que varias tumbas habían sido desfiguradas o excavadas. Un informe de la BBC señaló que las casas y las tumbas de los azerbaiyanos habían sido completamente destruidas durante la ocupación armenia.
En marzo de 2021, el periodista de la BBC Jonah Fisher visitó el sitio de la iglesia utilizando la geolocalización y observó que no quedaba rastro de ella. Cuando le preguntó a la escolta policial qué pasó con la iglesia, este último inicialmente dijo que la iglesia fue "destruida durante la guerra", pero luego cuando se enfrentó al hecho de que los videos mostraban claramente que la iglesia todavía estaba intacta cuando el área había quedado bajo el control de Azerbaiyán. , dijo que "ellos [los armenios] lo destruyeron ellos mismos". Cuando Fisher mostró las imágenes al Jefe del Departamento de Asuntos de Política Exterior de la Administración Presidencial, Hikmet Hajiyev, diciendo "la iglesia ha sido destruida", Hajiyev respondió "porque es una geolocalización adecuada, no lo sé, necesito comprobarlo", y luego agregó que "en Yabrayil nunca jamás vivieron armenios [sic]" y que "construir cualquier sitio religioso o cambiar cualquier carácter religioso de la región es una violación del derecho internacional humanitario", y luego cambió el tema a la destrucción de las ciudades azerbaiyanas por parte de los armenios.
En septiembre de 2021, la empresa británica Chapman Taylor ganó una licitación para preparar un proyecto de plan maestro para la ciudad de Yabrayil. En octubre del mismo año, en el aniversario de que Azerbaiyán recuperó el control de la ciudad, el presidente Ilham Aliyev colocó la primera piedra del hospital del distrito central, una escuela y el primer bloque de apartamentos.

## Demografía
Una ciudad con mayoría azerbaiyana y una minoría importante armenia en varios momentos durante la era imperial rusa, y mayoría azerbaiyana desde la época soviética.
Según estimación de 2010 el distrito de Yabrayil contaba con 9509 habitantes. Como consecuencia de la guerra en Alto Karabaj y la consecuente invasión de fuerzas de Armenia, la población está considerada actualmente como ciudad fantasma.
|              | 1939      | 1939       | 1979      | 1979       | 2005      | 2005       |
| Grupo étnico | Población | Porcentaje | Población | Porcentaje | Población | Porcentaje |
| ------------ | --------- | ---------- | --------- | ---------- | --------- | ---------- |
| Azeríes      | 556       | 73,2%      | 4803      | 99,5%      | -         | -          |
| Rusos        | 86        | 11,3%      | 10        | 0,2%       | -         | -          |
| Ucranianos   | 13        | 1,7%       | 10        | 0,2%       | -         | -          |
| Armenios     | 88        | 11,6%      | 6         | 0,1%       | -         | -          |
| Tártaros     | -         | -          | 1         | 0,1%       | -         | -          |
| Georgianos   | 1         | 0,1%       | -         | -          | -         | -          |
| Avares       | 1         | 0,1%       | -         | -          | -         | -          |
| Judíos       | 5         | 0,7%       | -         | -          | -         | -          |
| Otros        | -         | -          | -         | -          | -         | -          |
| Total        | 760       | 100%       | 4825      | 100%       | 0         | 100%       |

## Personajes ilustres
- Teymur Guliyev (1888-1965): político azerí que fue presidente del Consejo de Comisarios del Pueblo (1937-1953) y del Consejo de Ministros de la RSS de Azerbaiyán (1953-1954).[33]
- Suren Shadunts (1898-1938): primer Secretario del Partido Comunista de la RSS de Tayikistán (1934-1937) y líder de facto de la RSS de Tayikistán.[34]
- Yamil Ahmadov (1924-1944): soldado azerí que fue nombrado Héroe de la Unión Soviética.[35]
- Farda Amin (1979): actor, comendiante y guionista azerí.[36]

## Galería

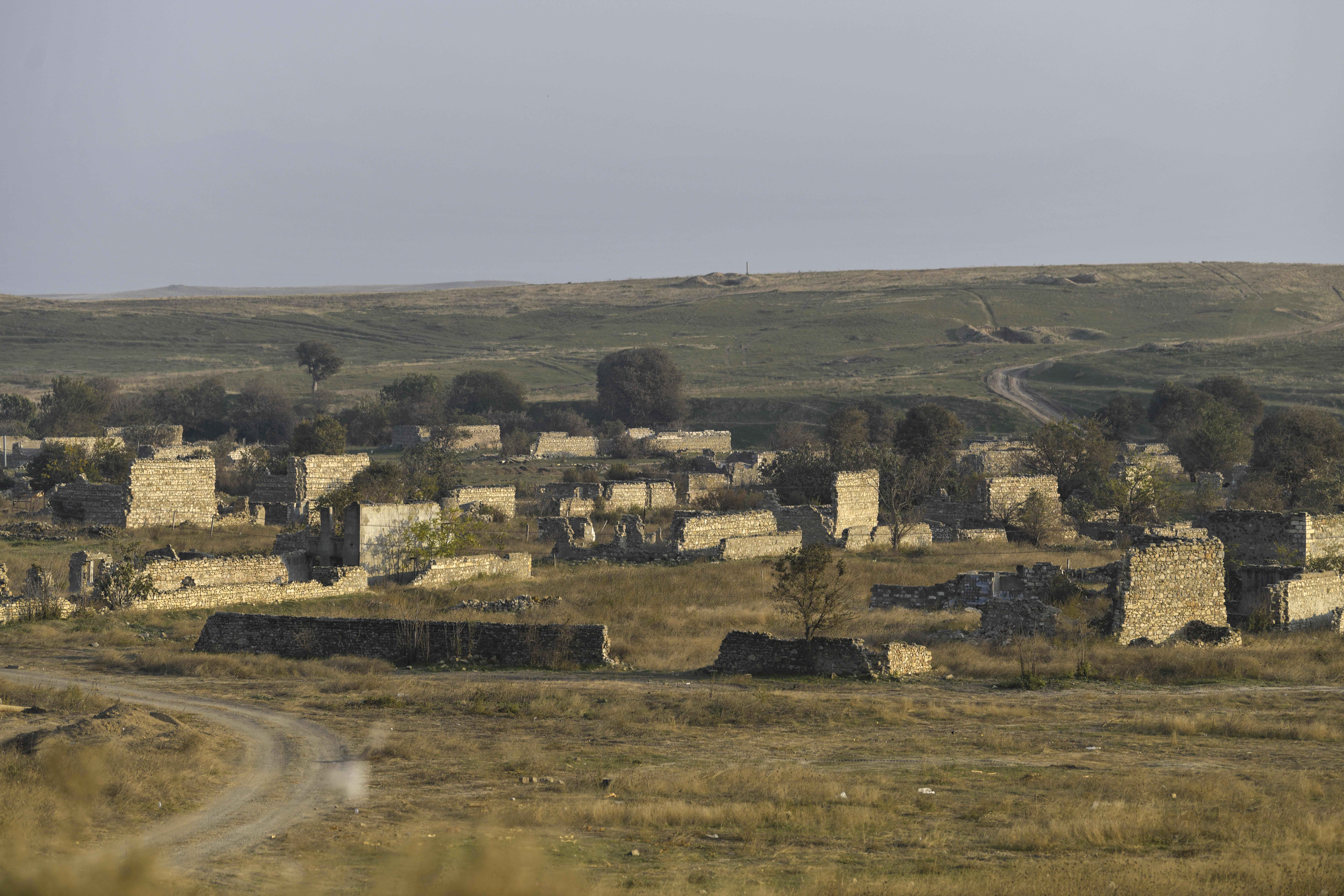
Vista de Yabrayil
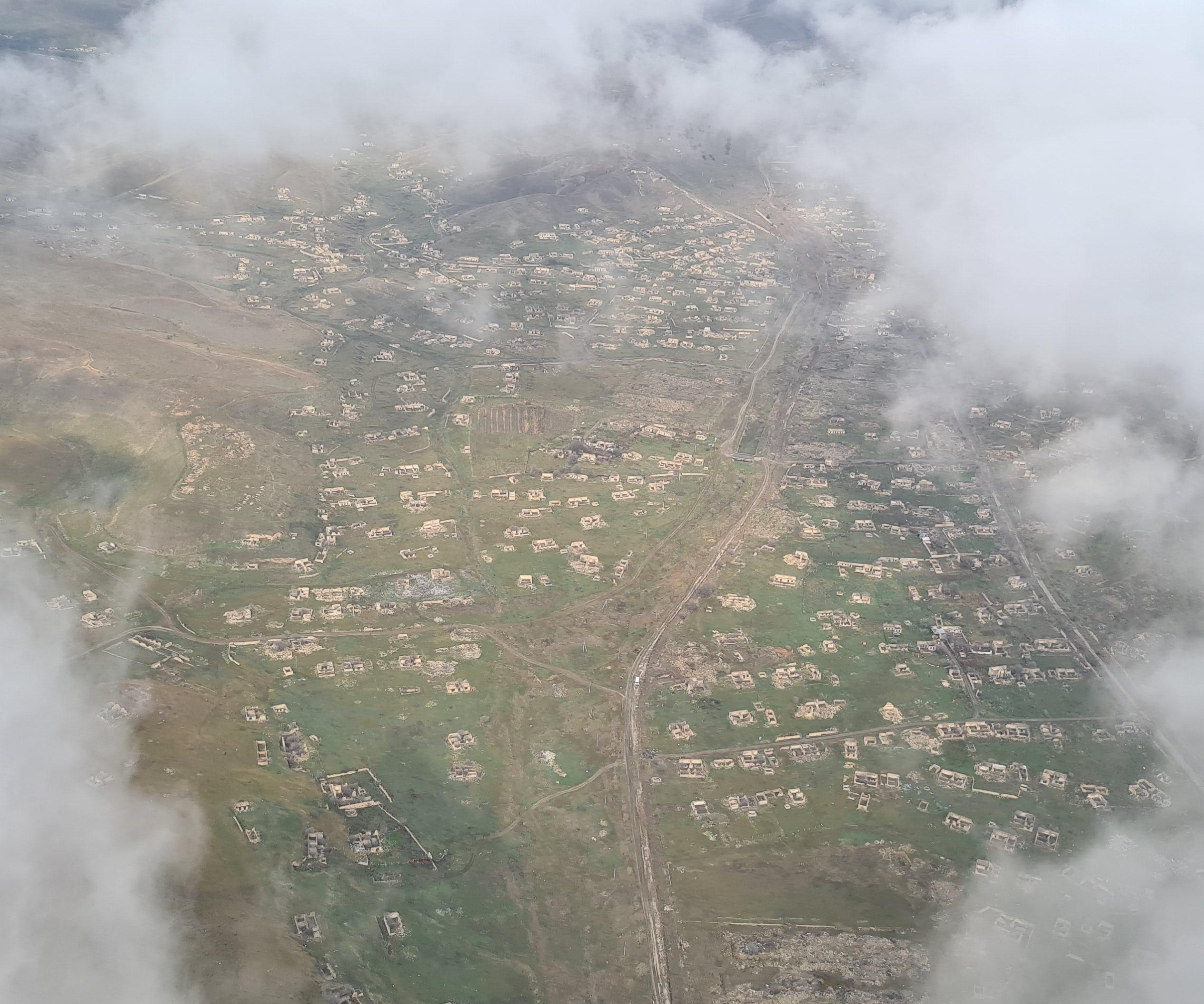
Vista aérea
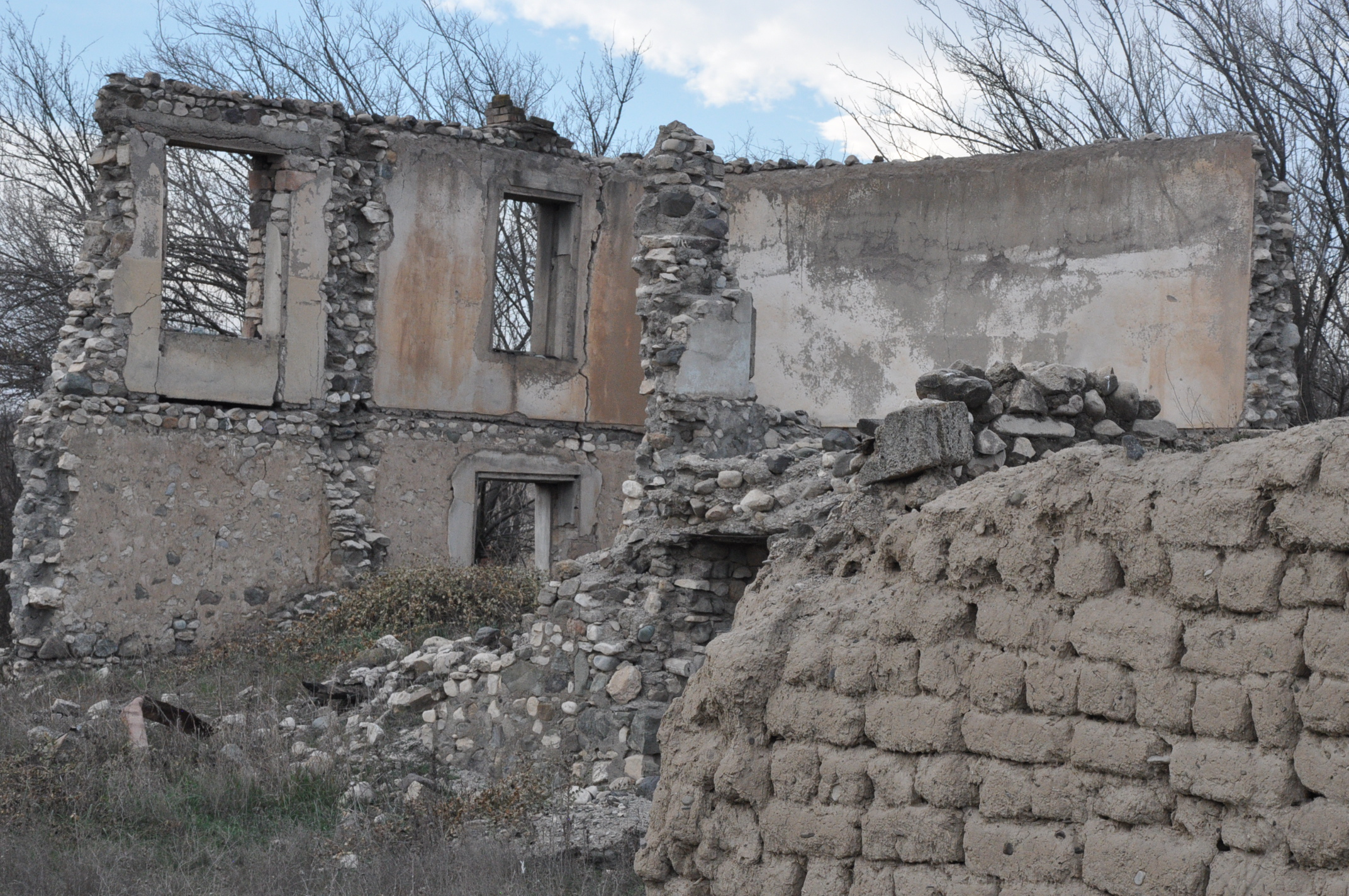
Casa destruida en Yabrayil
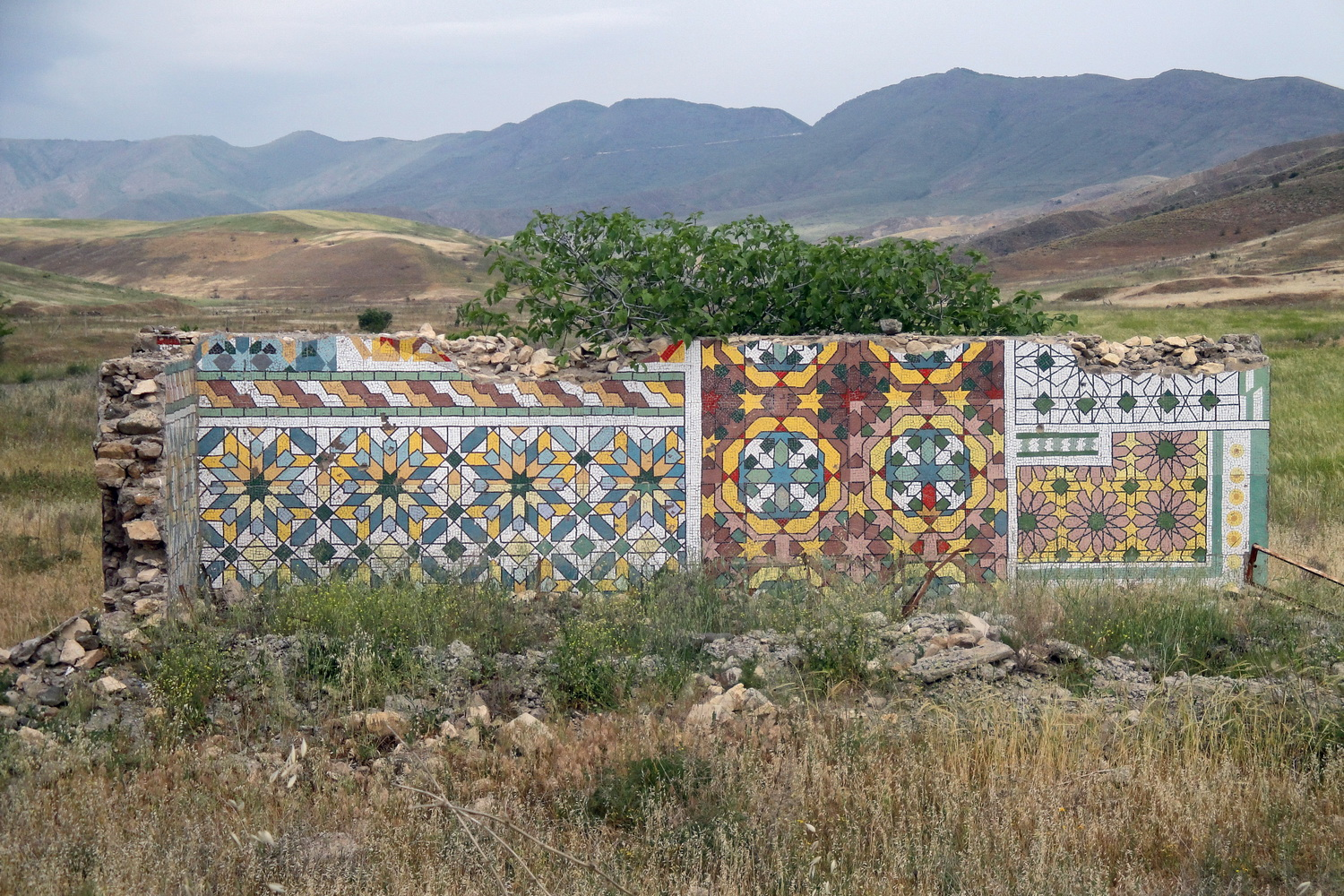
Antigua parada de autobús
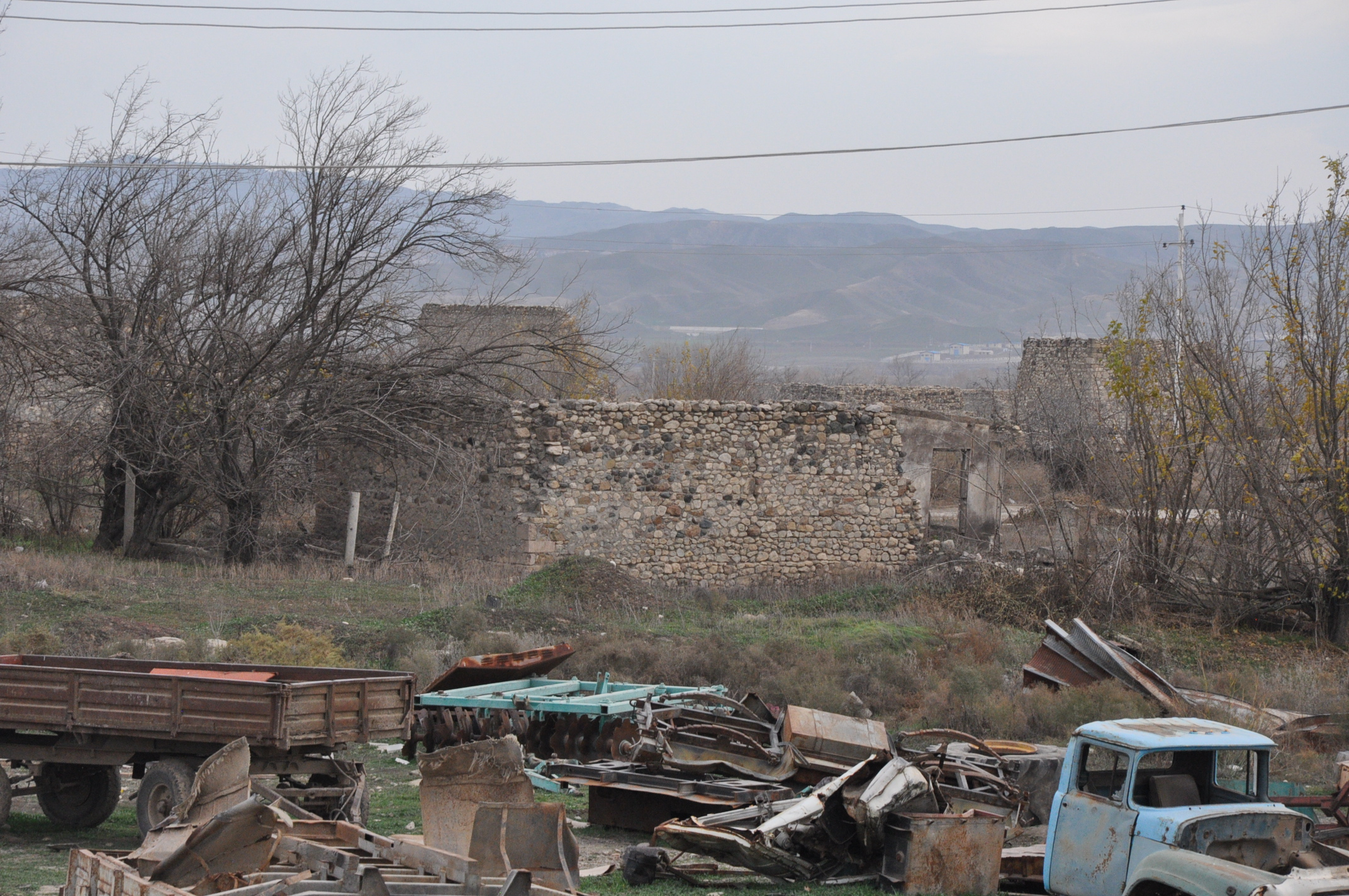
Yabrayil en noviembre de 2021
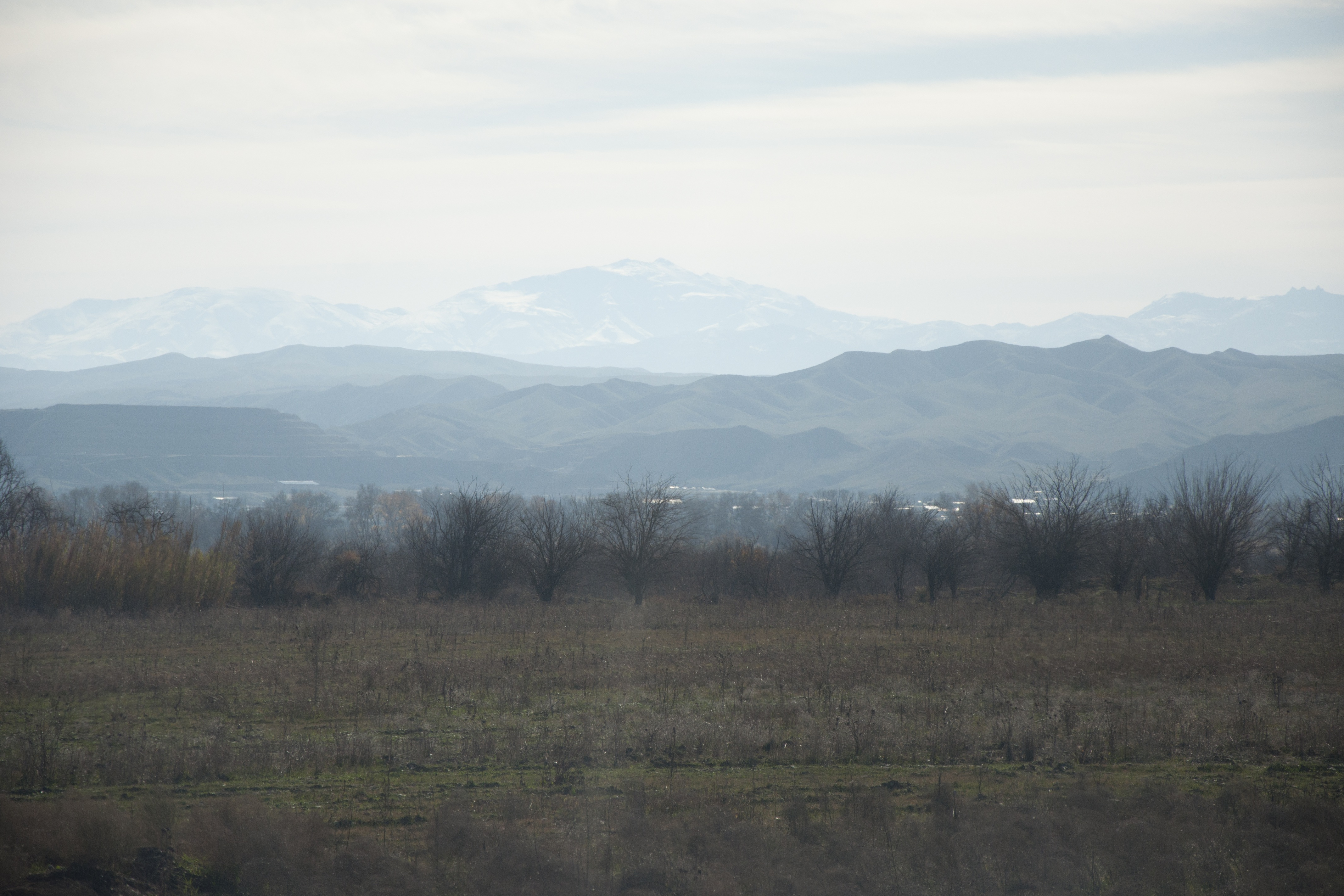
Alrededores de Yabrayil